# Roland Marchesin
Pour les articles homonymes, voir Marchesin.
Roland Marchesin, né le 12 juillet 1939 à Audun-le-Tiche (Moselle) et mort le 10 octobre 2002 à Hayange, est un homme politique français.

## Détail des fonctions et des mandats
Mandat parlementaire
- 1er janvier 1984 - 23 juillet 1984 : Député européen